# 我孫子武丸
我孫子 武丸（あびこ たけまる、1962年10月7日 -）は日本の小説家、推理作家。本名は鈴木 哲（すずき あきら）。ペンネームは島田荘司の命名。
兵庫県西宮市生まれ。京都大学文学部哲学科中退。大学在学中は京都大学推理小説研究会に所属。

## 概要
1989年、『8の殺人』で小説家デビュー。速水三兄妹・人形シリーズなどのコミカルタッチや女性視点の作品から、腐蝕シリーズ、『殺戮にいたる病』などの重いタッチの作品まで、幅広く手がける。また、漫画作品『半熟探偵団』（絵：河内実加）の原作も手がける。推理小説以外にも『凛の弦音』のような学校を舞台にした青春小説もある。
1994年に発売されたサウンドノベルゲームソフト、『かまいたちの夜』のシナリオを担当し、ゲーム業界において高い名声を得る。本作はいくつかの選択肢があるものの、基本的に小説を読み進めるだけのゲームであるが、内容はこれまでにない本格ミステリーであり、プレイヤーに推理させ文字入力により回答させることが受け、大ヒットとなった。ゲームに詳しい我孫子は、ゲームシステム面でのアドバイスを行っている。
日本テレビの番組、『マジカル頭脳パワー!!』の「マジカルミステリー劇場」に原案ブレーンとして、またTBSで1994年・1995年に放送された『超難解推理クイズ 頭脳警察（パート1・2）』にも、問題作成ブレーンとして参加したことがある。
作中で活躍する探偵役としては、速水三兄妹、鞠小路鞠夫が主なシリーズ探偵であるが、近年ではノンシリーズでの執筆が主である。2004年から2007年にかけては作家直送オンライン販売サイトe-novelsの運営を手がけ、また宮崎あおいの昔からのファンとしての一面もある。
2015年から2017年まで、本格ミステリ作家クラブの監事をつとめる。日本推理作家協会会員。日本SF作家クラブ会員だったが、2014年に退会。

## ミステリー・ランキング

### このミステリーがすごい![3]
- 1989年 - 『8の殺人』18位
- 1992年 - 『探偵映画』16位
- 1993年 - 『殺戮にいたる病』16位
- 2006年 第4回 - 『弥勒の掌』19位

### 日本推理作家協会賞
- 1997年5月 第50回 『猟奇小説家』候補[4]

### 本格ミステリー・ベスト10[5]
- 2006年 - 『弥勒の掌』3位
- 2007年 - 『気分は名探偵』26位

### 啓文堂大賞
- 2009年 第3回 『弥勒の掌』 おすすめ文庫大賞

### 本屋大賞
- 2011年 第8回『さよならのためだけに』 第154位
- 2018年 第15回『7人の名探偵――新本格30周年記念アンソロジー』第229位
- 2019年 第16回『凜の弦音』第225位
- 2020年 第17回『監禁探偵』第115位
- 2021年 第18回『修羅の家』第264位

### 酒飲み書店員大賞
- 2016年 第12回『さよならのためだけに』候補

## 作品リスト

### 単行本

#### 速水三兄妹シリーズ
- 8の殺人（1989年3月 講談社ノベルス / 1992年3月 講談社文庫 / 2008年4月 講談社文庫【新装版】）
- 0の殺人（1989年8月 講談社ノベルス / 1992年9月 講談社文庫）
- メビウスの殺人（1990年2月 講談社ノベルス / 1993年5月 講談社文庫）

#### 人形シリーズ
- 人形はこたつで推理する（1990年8月 カドカワノベルズ / 1995年6月 講談社文庫）
  - 収録作品：人形はこたつで推理する / 人形はテントで推理する / 人形は劇場で推理する / 人形をなくした腹話術師
- 人形は遠足で推理する（1991年4月 カドカワノベルズ  / 1995年7月 講談社文庫）
- 人形は眠れない（1991年9月 カドカワノベルズ  / 1996年4月 講談社文庫）
- 人形はライブハウスで推理する（2001年8月 講談社ノベルス / 2004年8月 講談社文庫）
  - 収録作品：人形はライブハウスで推理する / ママは空に消える / ゲーム好きの死体 / 人形は楽屋で推理する / 腹話術志願 / 夏の記憶

#### ぼくの推理研究シリーズ
- ぼくの推理研究（1993年8月 集英社）
  - 収録作品：ぼくの推理研究 / 凍てついた季節
- 死神になった少年（1997年4月 集英社）
  - 収録作品：死神になった少年 / 少女たちの戦争
- 少年たちの四季（2003年2月 集英社文庫） - 上記2作品を合本

#### 腐触の街シリーズ
- 腐触の街（1995年11月 双葉社 / 1999年2月 双葉文庫）
- 屍蝋の街（1999年9月 双葉社 / 2002年10月 双葉文庫）

#### 京都探偵シリーズ
- ディプロトドンティア・マクロプス（1997年7月 講談社ノベルス / 2000年6月 講談社文庫）
- 狩人は都を駆ける（2007年12月 文藝春秋 / 2010年6月 文春文庫）
  - 収録作品：狩人は都を駆ける / 野良猫嫌い / 狙われたヴィスコンティ / 失踪 / 黒い毛皮の女

#### 警視庁特捜班ドットジェイピーシリーズ
- 警視庁特捜班ドットジェイピー（2008年6月 光文社 / 2011年6月 光文社文庫）
- 特捜班危機一髪 警視庁特捜班ドットジェイピー（2014年9月 光文社）

#### 凛の弦音シリーズ
- 凛の弦音（2018年10月 光文社 / 2022年7月 光文社文庫）
- 残心 凛の弦音（2022年5月 光文社）

#### その他
- 探偵映画（1990年12月 講談社ノベルス / 1994年7月 講談社文庫 / 2009年12月 文春文庫）
- 殺戮にいたる病（1992年9月 講談社 / 1994年8月 講談社ノベルス / 1996年11月 講談社文庫 / 2017年10月 講談社文庫【新装版】）
- 小説たけまる増刊号（1997年11月 集英社）- 短編・コラム・グラビア・インタビューなど、小説誌の体裁をまるまるパロディ化した個人短編集
  - 収録作品：裏庭の死体 / バベルの塔の犯罪 / 座右のめろでい / 患者 / 猟奇小説家 / JDC振興会潜入記 / 猫恐怖症 / 日本まちまち巡り / 春爛漫 / 卓上の空論 / 芋羊羹 / 再会 / 責任者出てこい！ / 青い花嫁 / 嫉妬 / 二重生活 / ぼくはおまえが嫌いだ！ / 叙述トリック試論 / ぽてへの詫び状 / 花嫁は涙を流さない / Everybody kills somebody / 夜のヒッチハイカー / 書評・今日の一冊 / 青い鳥を探せ / 小さな悪魔 / 車中の出来事
- たけまる文庫 怪の巻（2000年5月 集英社文庫）
  - 収録作品：猫恐怖症 / 春爛漫 / 芋羊羹 / 再会 / 青い花嫁 / 嫉妬 / 二重生活 / 患者 / 猟奇小説家
- たけまる文庫 謎の巻（2000年7月 集英社文庫）
  - 収録作品：裏庭の死体 / バベルの塔の犯罪 / 花嫁は涙を流さない / Everybody kills somebody / 夜のヒッチハイカー / 青い鳥を探せ / 小さな悪魔 / 車中の出来事
- まほろ市の殺人 夏――夏に散る花（2002年6月 祥伝社文庫）
- 弥勒の掌（2005年4月 文藝春秋 / 2008年3月 文春文庫）
- さよならのためだけに（2010年3月 徳間書店 / 2012年5月 徳間文庫 / 2021年11月 徳間文庫【新装版】）
- 眠り姫とバンパイア（2011年3月 講談社 ミステリーランド / 2014年3月 講談社文庫）
- 狼と兎のゲーム（2013年7月 講談社 / 2015年10月 講談社文庫）
- 裁く眼（2016年8月 文藝春秋 / 2019年6月 文春文庫）
- 怪盗不思議紳士（2018年3月 角川書店 / 2020年8月 角川文庫）
- 監禁探偵（2019年10月 実業之日本社 / 2022年10月 実業之日本社文庫）
- 修羅の家（2020年4月 講談社 / 2023年8月 講談社文庫）

### アンソロジー
「」内が我孫子武丸の作品
- 奇想の復活 ミステリーの愉しみ5（1992年8月 立風書房）「バベルの塔の犯罪」
- 白昼夢（1995年8月 集英社文庫）「猫恐怖症」
- 推理小説代表作選集 1997年版（1997年6月 講談社）「猟奇小説家」
  - 【分冊・改題】殺人哀モード ミステリー傑作選37（2000年4月 講談社文庫）
- 異形コレクション4 悪魔の発明 23人のマッド・サイエンティスト（1998年5月 廣済堂文庫）「レタッチ」
- 異形コレクション14 世紀末サーカス（1999年12月 廣済堂文庫）「理想のペット」
- 十二宮12幻想（2000年1月 エニックス / 2002年5月 講談社文庫）「ビデオレター」
- エロティシズム12幻想（2000年2月 スクウェア・エニックス / 2002年3月 講談社文庫）「ドールハウスの情景」
- 三日月島奇譚 かまいたちの夜2 オリジナルノベルズ（2002年7月 チュンソフト）「底蟲村異聞」
- エロチカ（2004年3月 講談社）「危険な遊び」
- 黄昏ホテル（2004年11月 小学館）「オールド・ボーイ」
- 気分は名探偵 犯人当てアンソロジー（2006年5月 徳間書店 / 2008年9月 徳間文庫）「漂流者」
- ハナシをノベル!! 花見の巻（2007年11月 講談社）「貧乏花見殺人事件」
- まほろ市の殺人（2009年3月 祥伝社 ノン・ノベル / 2013年2月 祥伝社文庫）「夏に散る花」
- 逆想コンチェルト 奏の2（2010年8月 徳間書店）「記憶の欠片」
- 探偵Xからの挑戦状！ season2（2011年2月 小学館文庫）「記憶のアリバイ」
- Mystery Seller（2012年1月 新潮社）「夏に消えた少女」
- 0番目の事件簿（2012年11月 講談社）「フィギュア・フォー」
- 近藤史恵リクエスト！ ペットのアンソロジー（2013年1月 光文社 / 2014年7月 光文社文庫）「里親面接」
- 辻村深月選 スペシャル・ブレンド・ミステリー 謎008（2013年10月 講談社文庫）「猟奇小説家」
- 推理作家謎友録 日本推理作家協会70周年記念エッセイ（2017年8月 角川文庫）※エッセイアンソロジー
- 落語推理迷宮亭 ミステリー名演集（2017年1月 光文社文庫）「貧乏花見殺人事件」
- 7人の名探偵 新本格30周年記念アンソロジー（2017年9月 講談社ノベルス / 2020年8月 公団さ文庫）「プロジェクト:シャーロック」
- プロジェクト：シャーロック 年刊日本SF傑作選（2018年6月 創元SF文庫）「プロジェクト:シャーロック」
- 推理の時間です（2024年1月 講談社）「幼すぎる目撃者」

### 共著
- 八ヶ岳「雪密室」の謎（2001年3月 原書房）
  - 共著：霞流一、喜国雅彦、桐野夏生、鯨統一郎、斎藤肇、柄刀一、二階堂黎人、貫井徳郎、布施謙一
- 三人のゴーストハンター 国枝特殊警備ファイル（2001年5月 集英社 / 2002年9月 チュンソフト / 2003年9月 集英社文庫）
  - 共著：田中啓文、牧野修

### 単著本未収録作品
- ポルノグラフィック（集英社『小説すばる』1999年12月号）
- 第三営業課長・川本の最後の接待（集英社『小説すばる』2001年11月号）
- トリニティ（光文社『小説宝石』2001年12月号）
- 秘宝館で逢いましょう（集英社『小説すばる』2002年6月号）
- 危険な遊び（講談社『小説現代』2003年10月号）
- 薮の中（集英社『小説すばる』2004年4月号）
- 二人乗りで行こう（祥伝社『小説NON』2004年11月号）
- ザッピング・ゲーム（集英社『小説すばる』2005年8月号）
- 禁忌の街（双葉社『小説推理』2006年2月号 - 2008年7月号、連載終了）
- フィギュア・フォー（講談社『メフィスト』2008年1月号）
- 夏に消えた少女（新潮社『小説新潮』2010年9月号）
- 里親面接（光文社『小説宝石』2012年10月号）
- ジャック・ジ・エイリアン（光文社『ジャーロ』2014年秋冬号）
- 幼すぎる目撃者（講談社『メフィスト』VOL.7 2023 SPRING）

## その他の活動

### ゲームシナリオ
- かまいたちの夜
- かまいたちの夜2 監獄島のわらべ唄（サブシナリオ『わらび唄篇』『ラブテスター篇』、ゲームキャラクターとしても登場）
- かまいたちの夜×3 三日月島事件の真相
- 428 〜封鎖された渋谷で〜（ボーナスシナリオ『鈴音編』）
- トリックロジック シーズン1（事件ファイルNo.1『盗まれたフィギュア』）
- トリックロジック シーズン2（事件ファイルNo.10『完全無欠のアリバイ』）
- 真かまいたちの夜 11人目の訪問者（サイドシナリオ/ダウンロードコンテンツ『みゆきとサトミ編』）
- 宇宙船ダムレイ号

### 漫画シナリオ
- 半熟探偵団（漫画：河内実加、1997年4月 - 1998年7月、きらら16コミックス、全3巻）
- スライハンド（漫画：藤谷陽子、2005年9月、BLADE COMICS、全1巻）
- 迷彩都市 -カモフラージュ・シティ-（漫画：中山昌亮、2006年9月 - 12月、近代麻雀コミックス、全2巻）
- 探偵になるための893の方法（漫画：坂本あきら、2007年12月 - 2008年11月、ヤングガンガンコミックス、全3巻）
- 監禁探偵（漫画：西崎泰正、2011年1月、マンサンコミックス、2巻）

### 監修
- かまいたちの夜 ニワンゴ版
- バクダン★ハンダン（プロット・ミステリー監修）

### 脚本
- 消えた理事長（撮影・編集：京極夏彦 、TBS、王様のブランチにて放送）元は「作家と遊ぼう！ミステリーカレッジ」のイベントのため作られた。
- ハンドレッドノート ホークアイズ 第16話「狙撃にいたる病」（原作、企画:講談社、アニメ制作:Plott、Webアニメ）

### 映像化作品
- かまいたちの夜（2002年7月3日放送、TBS、藤原竜也主演）
- 監禁探偵（2013年6月1日公開、夏菜主演）
- 謎解きLIVE 美白島殺人事件（オリジナルストーリー）（2015年7月18日、19日放送、NHK BSプレミアム、金沢美穂、椎名琴音主演）
- 世にも奇妙な物語 車中の出来事（2016年10月8日放送、フジテレビ、北村一輝主演）

### 対談
- スペシャル対談（人形はこたつで推理する 1996年9月）
- 法月綸太郎の特別連続対談「隠れミステリアンを探せ！」（『メフィスト』1996年12月号）
- ニューウエイヴ・ミステリ読本（原書房、1997年 3月）
- ゲーム『YAKATA』は『館』の外伝です！（『メフィスト』1998年05月号）
- やっぱりミステリ作家は猫好きが多いのかなぁ（『推理力』アート・サプライ編）
- かまいたちの夜2 クリエイターインタビュー（『かまいたちの夜2 ～監獄島のわらべ唄～公式ファンブック』）
- 作家 対談・プロフィール（『かまいたちの夜2 オリジナルノベルズ 三日月島奇譚』）
- 対談 我孫子武丸×いっこく堂（『人形はライブハウスで推理する』）
- 我孫子武丸×落合信也×伊東幸一郎 座談会（『かまいたちの夜×3 三日月島事件の真相 完全攻略本』）
- ひぐらしのなく頃に 公式ファンブック（テレビアニメ）
- メフィスト合評バトンタッチ対談 「メフィスト評論の怪・快・解」（『メフィスト』2008年09月号）
- トリックロジック （「ダ・ヴィンチ』2010年 8月号）
- 合評・メフィストの読書会 「本格のメソッド」とは？（『メフィスト』2011 VOL.1）
- 対談＋《ミステリ大喜利》（『ジャーロ』2011 NO.42）
- 本 よみうり堂 関西館（『読売新聞』2013年8月29日）

### グラビア
- 鍋で温もる！（『小説すばる』2003年2月号）

## 日本国外での刊行

### 台湾
- 漫画シナリオ
  - 半熟探偵團（全3巻） （2002年3月 - 2004年4月、東立） - 半熟探偵団
  - 超能之手（全1巻） （2006年4月、東立） - スライハンド
  - 迷彩都市（1巻のみ刊行） （2007年9月、台湾東販） - 迷彩都市
  - 偵探守則893（全3巻） （2009年1月-3月、東立） - 探偵になるための893の方法
- 小説
  - 殺戮之病 （2007年6月、独歩文化 〈日本推理名家傑作選〉、ISBN 9789866954603） - 殺戮にいたる病
  - 彌勒之掌 （2008年1月、皇冠文化出版 〈推理謎シリーズ〉、ISBN 9789573323761） - 弥勒の掌
  - 京都獵人的冒險 （2010年4月、木馬文化、ISBN 9789866488801） - 狩人は都を駆ける

### 中国
- 小説
  - 杀戮之病 （2010年1月、新星出版社、ISBN 9787802257825） - 殺戮にいたる病

### 韓国
- 小説
  - 미륵의 손바닥 （2006年12月、ユン・ドクチュ訳、ISBN 9788959750641） - 弥勒の掌
  - 살육에 이르는 병 （2007年2月、クォン・イリョン訳、ISBN 9788952748126） - 殺戮にいたる病 - （韓国では「19禁」になっている）
  - 인형, 탐정이 되다 （2009年10月、鶴山文化社 〈Book Holic〉、チェ・ゴウン訳、ISBN 9788925824833） - 人形はこたつで推理する
  - 소풍 버스 납치 사건 （2009年12月、鶴山文化社 〈Book Holic〉、チェ・ゴウン訳、ISBN 9788925824857） - 人形は遠足で推理する
  - 인형은 잠들지 않아 （2010年8月、鶴山文化社 〈Book Holic〉、チェ・ゴウン訳、ISBN 9788925824864） -人形は眠れない
  - 라이브 하우스 살인 사건 （2011年5月、鶴山文化社 〈Book Holic〉、チェ・ゴウン訳、ISBN 9788925824871） -人形はライブハウスで推理する
  - 탐정영화（2012年8月、ISBN 9788954618953） -探偵映画
  - 0의 살인（2015年2月、ISBN 9788959758036） -0の殺人
  - 뫼비우스의 살인（2015年8月、ISBN 9788959758548） -メビウスの殺人
- 漫画シナリオ
  - 초보 탐정단（全3巻） （2000年4月 - 6月、大元 C.I.） - 半熟探偵団
  - 탐정이 되는 893가지 방법（全3巻） （2009年2月 - 6月、ソウル文化社） - 探偵になるための893の方法